# Schizidium latifrons
Schizidium latifrons är en kräftdjursart som först beskrevs av Gustav Budde-Lund.  Schizidium latifrons ingår i släktet Schizidium och familjen klotgråsuggor. Inga underarter finns listade i Catalogue of Life.